# 앨프리드 프랜시스 러셀

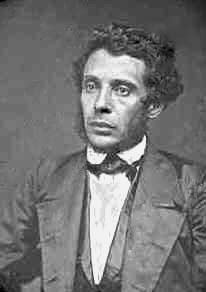
앨프리드 러셀

앨프리드 프랜시스 러셀(Alfred Francis Russell, 1817년 8월 25일 ~ 1884년 4월 4일)은 미국계 라이베리아인 선교사이자 정치인으로, 제10대 라이베리아 대통령직을 역임했다.
미국 켄터키 렉싱턴에서 태어나 1833년 백인 주인에게서 해방되자 일가가 그 해에 라이베리아로 이주했다. 이주 직후 열악한 환경 속에 전염병으로 가족을 잃고 장애를 얻었으나 이후 라이베리아에서 선교사 겸 농장주가 되어 대규모 커피, 사탕수수 농장을 소유했다. 정치에도 참여하여 1881년 앤서니 윌리엄 가디너 정부에서 부통령으로 있다가 1883년 그가 사망하자 뒤를 이어 제10대 대통령직에 올라 1884년까지 재임했다. 재임 동안에 가디너 정부부터 이어지던 영국과의 영토 분쟁을 해결하지 못하여 비난받았다. 퇴임 후 3개월이 지난 1884년 4월 4일 사망했다. 현재도 그의 후손과 친척들이 미국과 서아프리카에 살고 있다.

## 같이 보기
- 라이베리아의 역사